# Diana Klimova
Diana Klímova –em russo, Диана Климова– (8 de outubro de 1996) é uma desportista russa que compete no ciclismo nas modalidades de pista e rota.
Ganhou uma medalha de prata no Campeonato Europeu de Ciclismo em Pista de 2018, na prova de madison. Nos Jogos Europeus de 2019 obteve uma medalha de bronze na mesma prova.

## Medalheiro internacional
| Jogos Europeus     | Jogos Europeus         | Jogos Europeus    | Jogos Europeus |
| Ano                | Lugar                  | Medalha           | Competição     |
| ------------------ | ---------------------- | ----------------- | -------------- |
| 2019               | Minsk ( Bielorrússia)  | Medalha de bronze | Madison        |
| Campeonato Europeu |                        |                   |                |
| Ano                | Lugar                  | Medalha           | Competição     |
| 2018               | Glasgow ( Reino Unido) | Medalha de prata  | Madison        |

## Palmarés
- 2020
  - Grande Prêmio de Alanya